# Karl J. Friston
Karl John Friston (* 12. Juli 1959 in York) ist ein britischer Neurowissenschaftler am University College London. Er befasst sich mit bildgebenden Verfahren des Gehirns, insbesondere mit Hirnkartierung (Statistical Parametric Mapping und voxel-basierte Morphometrie).

## Leben und Wirken
Friston studierte an der Cambridge University und dem King’s College London Medizin (Abschluss 1983) und absolvierte eine Ausbildung zum Facharzt für Psychiatrie (Royal College of Psychiatrists, 1988).
Seit 1998 ist er Professor am Institut für Neurologie des University College London, seit 2001 zusätzlich wissenschaftlicher Direktor des Wellcome Trust Centre for Neuroimaging in London.
Friston entwickelte eine der wichtigsten Methoden, die Aktivität des Gehirns in bildgebenden Verfahren wie der Magnetoenzephalographie zu analysieren: das Statistical Parametric Mapping (SPM). Es wurde in zahlreichen Studien verwendet, um Bilder der Hirnaktivität (Aktivitätsmuster, Verhältnis verschiedener Bereiche des Cortex zueinander u. a.) auszuwerten.
1996 erhielt Friston den ersten Young Investigators Award in Human Brain Mapping und er wurde 1999 zum Fellow der Academy of Medical Sciences gewählt. 2000 war er Präsident der International Organization for Human Brain Mapping. 2003 erhielt Friston den Golden Brain Award und 2013 den Weldon Memorial Prize. 2006 wurde er in die Royal Society gewählt, 2014 in die European Molecular Biology Organization, 2015 in die Academia Europaea. 2011 erhielt er ein Ehrendoktorat der University of York. Für 2024 wurde Friston der International Prize for Translational Neuroscience zugesprochen.
2016 erhielt er den Glass Brain Award.
Seit 2017 zählt ihn Clarivate Analytics aufgrund der Zahl seiner Zitationen zu den Favoriten auf einen Nobelpreis für Physiologie oder Medizin (Clarivate Citation Laureates, früher Thomson Reuters Citation Laureates). Laut Google Scholar hat Friston einen h-Index von 277, laut Datenbank Scopus einen von 224 (Stand jeweils November 2024). Er war Herausgeber der Fachzeitschrift NeuroImage.
Friston ist verheiratet und hat drei Kinder.

## Schriften (Auswahl)
- Vuust, P., Heggli, O. A., Friston, K. J., & Kringelbach, M. L. (2022): Music in the brain. Nature Reviews Neuroscience, 23(5), 287-305.
- Urner, Maren, Schwarzkopf, D. S., Friston, K., & Rees, G. (2013): Early visual learning induces long-lasting connectivity changes during rest in the human brain. NeuroImage, 77, 148-156.
- Friston, Karl: The free-energy principle: a unified brain theory?. Nature reviews neuroscience 11.2 (2010): 127-138.
- Friston, K. (2005): A theory of cortical responses. Philosophical Transactions of the Royal Society of London. Series B, Biological Sciences, 360(1456), 815–836. https://doi.org/10.1098/rstb.2005.1622.